# Allen Johnson
Allen K. Johnson (født 1. marts 1971 i Washington D.C.) er en amerikansk tidligere atletikudøver (hækkeløber), der med én OL- og fire VM-guldmedaljer er en af historiens mest succesfulde atleter på 110 meter hæk-distancen.

## Atletikkarriere
Johnson var i sine tidlige år en alsidig atlet, som trænerne havde øje på til tikamp. Snart koncentrerede han sig dog om hækkeløb og opnåede medaljeplaceringer i 1993 ved de amerikanske collegemesterskaber, og i 1995 fik han sit internationale gennembrud, da han først vandt guld ved indendørs-VM i 60 m hækkeløb og derpå ved udendørs-VM i 100 m hækkeløb.
Han havde løbet 110 m hæk på 12,92 sekunder kort inden OL (hans personlige rekord, blot 0,01 sekund fra verdensrekorden), og han var derfor en af favoritterne i denne disciplin ved OL 1996 på hjemmebane i Atlanta. Han vandt da også klart sit indledende heat, mens kvart- og semifinalerne gav sejre med mindre margen. I finalen var der dog ingen tvivl; fra hæk fire trak han fra og vandt i ny OL-rekordtid på 12,95 sekunder, mens hans landsmand Mark Crear fik sølv og tyskeren Florian Schwarthoff bronze.
Senere samme sæson løb han igen i tiden 12,92 sekunder, og året efter vandt han igen VM-guld på 110 m hæk samt på 4 x 400 meter-distancen. Derpå havde han en periode med en del skader (det meste af 1999 og begyndelsen af 2000), men han var dog klar til at deltage i OL 2000 i Sydney. Her klarede han sig uden problemer videre til finalen, hvor han dog ikke havde sit bedste løb og sluttede lige uden for medaljerækken på en fjerdeplads.
I 2001 var han igen tilbage på fuld styrke og vandt sin tredje VM-guldmedalje, mens den fjerde og sidste kom i 2003, samme år som han også vandt VM-guld indendørs på 60 m. Denne bedrift gentog han ved VM i 2004, og han var med ved OL 2004 i Athen, hvor han dog ikke nåede længere end til kvartfinalen.
Hans sidste store bedrift udendørs blev en VM-bronzemedalje i 2005, mens han i 2008 vandt VM-sølv på 60 m indendørs. I 2007 var han stadig nummer seks på verdensranglisten, 14. år i træk, at han var i topti. I 2006 havde han i øvrigt i en alder af 35 år vundet World Cup'en i tiden 12,96 sekunder.
Han modtog i 1997 Jesse Owens Award som bedste amerikanske atletikudøver.

## Videre karriere
Efter afslutningen af sin aktive karriere i 2010 blev Johnson atletiktræner, først på universitet, derpå for US Air Force og senere for staten North Carolina.
Han har en datter, Tristine, der som sin far har dyrket atletik på konkurrenceniveau.